# Katolička crkva u Gračanici
Crkva u Gračanici je rimokatolička filijalna crkva.

## Povijest
Crkva pripada župi Doboj. Sagrađena je 1921. godine u neoromaničkom stilu, te posvećena Uznesenju Blažene Djevice Marije. Dosta je skromnih dimenzija, pa više na kapelu nego li crkvu. Obnavljana je više puta, a kako je rimokatolička zajednica u Gračanici malobrojna, u dobrovoljnim prilozima u tu svrhu prikupljanim, učestvovali su građani različitih vjeroispovjesti.

## Vanjske poveznice
- Gračanica: Katolička crkva